# Jazz på ryska
Jazz på ryska er et album fra 1967 af den svenske jazzpianist Jan Johansson med Georg Riedel som bassist, Egil Johansen på trommer, Arne Domnérus som klarinettist, Bo Broberg på trompet og Lennart Åberg på tenorsaxofon.
Albummet består af melodier fra den russiske folkemusik i jazzarrangement.
Fra albummet, der er en opfølger til Jazz på svenska fra 1964, fremhæves især skæringerne "Kvällar i Moskvas förstäder" og "Pråmdragarnas sång på Volga".

## Nummerliste
1. "Nära hemmet"
2. "På ängen stod en björk"
3. "Stepp, min stepp"
4. "Bandura"
5. "Längs floden"
6. "Det går en kosack"
7. "Mellan branta stränder"
8. "Pråmdragarnas sång på Volga"
9. "Jag broderade till gryningen"
10. "Kvällar i Moskvas förstäder"
11. "Entonigt klingar den lilla klocka"
12. "Ströva omkring"